# Посольство Ізраїлю в Україні
Посольство Держави Ізраїль в Києві — офіційне дипломатичне представництво Держави Ізраїль в Україні, відповідає за підтримку та розвиток відносин між Ізраїлем та Україною.

## Історія посольства
Держава Ізраїль визнала незалежність України 25 грудня 1991 року. 26 грудня 1991 року було встановлено дипломатичні відносини між Україною та Державою Ізраїль. У 1993 р. в Києві було відкрито посольство Держави Ізраїль.

## Структура посольства
- Надзвичайний і Повноважний Посол
- Заступник Голови Місії
- Торговий Аташе Держави Ізраїль в Україні, Голова торговельно-економічного відділу
- Перший секретар
- Радник
- Другий секретар
- Директор Ізраїльського культурного центру в Києві
- Директор Ізраїльського культурного центру в Одесі
- Директор Ізраїльського культурного центру у Дніпрі
- Директор Ізраїльського культурного центру в Харкові

## Посли Ізраїлю в Україні
1. Маген Цві (1993—1998)
2. Анна Азарі (1998—2003)
3. Наомі Бен-Амі (2003—2006)
4. Зіна Калай-Клайтман (2006—2011)
5. Реувен Дін Ель (2011—2014)
6. Еліав Бєлоцерковські (2014–2018)[2][3]
7. Джоель Ліон (2018-2021)[4]
8. Михайло Бродський (2021-)[5]

## Ізраїльский культурний центр в Одесі
65026, Україна, м. Одеса, вул. Грецька, 17, 4 поверх
Глава представництва Посольства Держави Ізраїль в Одесі, Директор Ізраїльського культурного центру в Одесі, Перший секретар Посольства Держави Ізраїль в Україні — пан Болеслав Ятвецький